# Wilhelm Heinrich von Grolman
Wilhelm Heinrich von Grolman (* 28. Februar 1781 in Berlin; † 1. Januar 1856 ebenda) war ein preußischer Jurist, Kammergerichtspräsident und Wirklicher Geheimer Rat.

## Herkunft
Er stammte aus der ursprünglich westfälischen, in den preußischen Adelsstand erhobenen Familie Grolman. Sein Vater war der Berliner Obertribunalspräsident und Mitautor des preußischen Allgemeinen Landrechts Heinrich Dietrich von Grolman. Seine Mutter war Maria Susanna Maercker (1744–1825), Tochter des Kriminalrats Arnold Georg Maercker († 1758). Der preußische General Karl Wilhelm Georg von Grolman war sein Bruder.

## Leben
Er studierte in Göttingen und Halle die Rechte, wurde 1801 Auskultator beim Stadtgericht in Berlin, 1802 Referendar beim Landgericht daselbst, 1804 Assessor bei der damaligen Regierung in Marienwerder, dann 1806 Regierungsrat, 1808 Kammergerichtsrat in Berlin und 1810 zugleich Mitglied des kurmärkischen Pupillenkollegiums.
Beim Ausbruch des Kriegs 1813 wurde er Major und Kommandeur eines kurmärkischen Landwehrbataillons. Grolman kämpfte in der Schlacht bei Hagelberg und nahm an den Blockaden von Magdeburg und Wesel teil.
Im Juli 1814 kehrte er zu seinem Richteramt zurück, übernahm jedoch 1815 wieder das Kommando seines Landwehrbataillons und zeichnete sich bei Fleurus und Wavre rühmlich aus, so dass er das Eiserne Kreuz I. Klasse erhielt.
Nach dem zweiten Pariser Frieden trat er 1816 wieder in sein früheres Dienstverhältnis, wurde indes bald zum Vizepräsidenten des Oberlandesgerichts in Kleve ernannt, kam 1819 in das damals bestehende Ministerium zur Revision der Gesetzgebung nach Berlin, ward nach Auflösung desselben 1821 Vizepräsident des Oberlandesgerichts zu Magdeburg, 1827 Vizepräsident des Kammergerichts in Berlin, 1831 Präsident des Justruktionssenats und 1836 des Oberappellationssenats, 1840 auch Mitglied des Staatsrats. Er nahm 1845 seine Entlassung. Ihm wurde der Rote Adlerorden verliehen.

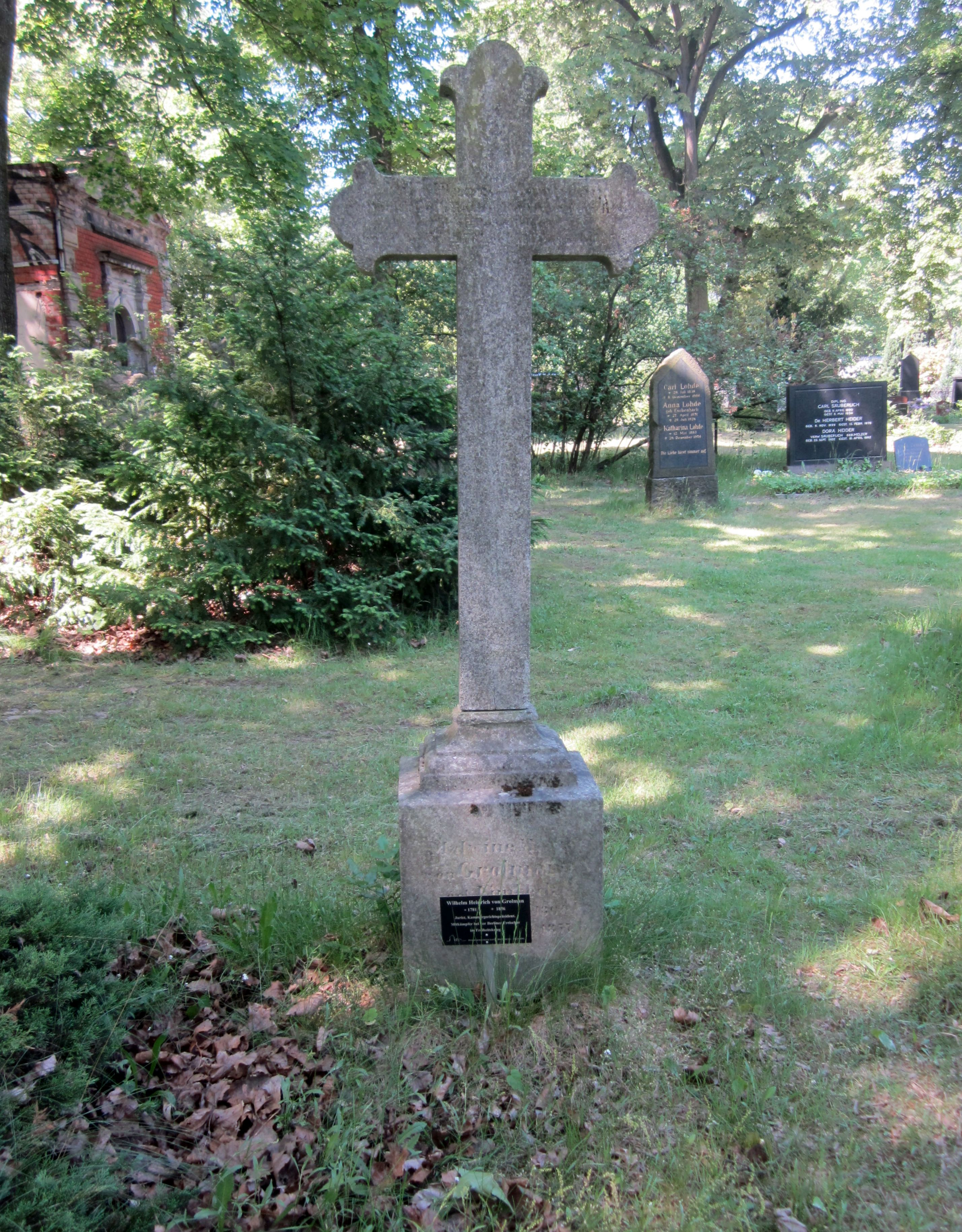
Grolmans Grab

Er wurde bei seinen Familienmitgliedern auf dem Friedhof II der Jerusalems- und Neuen Kirchengemeinde beigesetzt.
Grolman war in erster Ehe verheiratet mit Henriette Heim, einer Tochter des Berliner Arztes und Ehrenbürgers Ernst Ludwig Heim. Zu ihren Nachkommen gehört General Helmuth von Grolman, der erste Wehrbeauftragte des Deutschen Bundestages.
Die preußische Hofdame Gräfin Mathilde von Keller war eine Enkeltochter.